# 513
| 513                |
| ------------------ |
| Dødsfald - Fødsler |
|                    |

| Gregoriansk kalender | 513 DXIII               |
| Ab urbe condita      | 1266                    |
| Armensk kalender     | I/T                     |
| Kinesiske kalender   | 3209 – 3210 壬辰 – 癸巳 |
| Etiopisk kalender    | 505 – 506               |
| Jødisk kalender      | 4273 – 4274             |
| Hindukalendere       |                         |
| - Vikram Samvat      | 568 – 569               |
| - Shaka Samvat       | 435 – 436               |
| - Kali Yuga          | 3614 – 3615             |
| Iransk kalender      | 109 BP – 108 BP         |
| Islamisk kalender    | 112 BH – 111 BH         |

Se også 513 (tal)